# 蕭昌
蕭昌（480年—518年）字子建，南兰陵郡兰陵县人，南北朝南齊、南梁政治人物，官至宗正卿。父親蕭崇之是梁武帝蕭衍父親蕭順之的弟弟，故蕭昌是蕭衍的堂弟，有兄長萧景和弟弟萧昂、萧昱。

## 生平
蕭昌在南齊末年擔任晉安王蕭寶義的左常侍；南梁建立，除授中書侍郎，出任豫章郡內史。
天監五年（506年），蕭昌獲加號寧朔將軍，次年（507年）九月遷任持節、督廣交越桂四州諸軍事、輔國將軍、平越中郎將、廣州刺史；之後又在天監七年（508年）進號征遠將軍。天監九年梁朝政府在湘州分置衡州時就以他擔任持節、督廣州之綏建湘州之始安諸軍事、信武將軍、衡州刺史，惟其後因事革職。天監十三年（514年），朝廷再次起用他為散騎侍郎，並本官兼任宗正卿，同年又出任安右長史，遷任太子中庶子、通直散騎常侍，並再兼任宗正卿。
蕭昌個性聰慧，但喜歡喝酒，醉後就會犯錯。在州郡時，他醉後總會擅自出入民居或獨自到原野地方。他執行刑法時亦無法度，醉倒時殺的人，醒來可能就想找他，蕭昌亦無悔恨。不久有人彈劾蕭昌，他被留在京師而悶悶不樂，於是不停喝酒解除恐懼。他在石頭東齋打算用刀自殺，屬下左右想救他，但最後他還是死了，當年為天監十七年（518年），虛齡三十九歲，有子蕭伯言。

## 引用
1. 1 2  《梁書·卷二十四·列傳第十八》：蕭景字子昭，（梁）高祖從父弟也。父崇之字茂敬，卽左光祿大夫道賜之子。……昌字子建，景第二弟也。
2. ↑  《梁書·卷二十四·列傳第十八》：昂字子明，景第三弟也。……昱字子真，景第四弟也。
3. 1 2 3 4  《梁書·卷二十四·列傳第十八》：齊〔豫章〕末，爲晉安王左常侍。天監初，除中書侍郎，出爲豫章內史。五年，加寧朔將軍。六年，遷持節、督廣交越桂四州諸軍事、輔國將軍、平越中郎將、廣州刺史。七年，進號征遠將軍。九年，分湘州置衡州，以昌爲持節、督廣州之綏建湘州之始安諸軍事、信武將軍、衡州刺史，坐免。十三年，起爲散騎侍郎，尋以本官兼宗正卿。其年，出爲安右長史。累遷太子中庶子、通直散騎常侍，又兼宗正卿。
4. ↑  《梁書·武帝紀中》：丙戌，以左衛將軍呂僧珍爲平北將軍、南兗州刺史，豫章內史蕭昌爲廣州刺史。
5. 1 2 3  《梁書·卷二十四·列傳第十八》：昌爲人亦明悟，然性好酒，酒後多過。在州郡，每醉輒徑出入人家，或獨詣草野。其於刑戮，頗無期度。醉時所殺，醒或求焉，亦無悔也。屬為有司所劾，入留京師，忽忽不樂，遂縱酒虛悸。在石頭東齋，引刀自刺，左右救之，不殊。十七年，卒，時年三十九。子伯言。